# 山之神古墳
山之神古墳（日语：／ Yamanokamikofun），又稱山之神1號墳、利包古墳或利包山古墳，是位於日本德島縣名西郡石井町石井的一座前方後圓墳，屬於氣延山古墳群下轄的山之神古墳群。

## 概要
古墳位處德島縣北面，吉野川南岸石井町和德島市交界的氣延山西麓。氣延山古墳群包含有超過200座古墳，其中屬於山之神古墳群的有3座），此古墳則是其中規模最大的。1978年，古墳首次被發現，及後於1983年由德島縣立博物館進行了測量調查。2014年，則由石井町教育委員會進行了考古調查。
古墳是前方後圓墳，墳丘估計只有一層。墳丘長約56米，為德島縣內規模第3大。古墳處未有發現圓筒埴輪，但是出土了形象埴輪碎片、鐵鎌和鐵斧。古墳推測建於古墳時代前期（約4世紀後半），為整個氣延山古墳群中最後的前方後圓墳。
古墳旁建有一座直徑14米的圓墳，建造時期估計為4世紀末。在該圓墳附近出土了筒形銅器，這是德島縣內第二次發現這種文物（日本全國則是約第70次），顯示圓墳與大和王權可能有關連。